# 小布拉塔利夫
49°51′45″N 27°47′38″E / 49.86250°N 27.79389°E
小布拉塔利夫（烏克蘭語：Малий Браталів）是烏克蘭北部的村莊，隸屬日托米爾州的日托米爾區。該村面積24.99平方公里，海拔高度254米，2001年人口901，人口密度每平方公里36.06人。